# Jägersrotornet
Jägersrotornet är ett TV-torn i Jägersro i sydöstra Malmö. Tornet inklusive mast är 107 meter högt och stod klart 1976. Tornet med tillhörande teknikbyggnad ägs av Teracom. Från tornet sänds digital-TV, samt fem av Sveriges Radios kanaler (P1-P4 och "Din Gata"). Här finns även bland annat radiolänk, mobiltelefoni och upp- och nerlänkar för satellit.
Jägersrotornet är ett av Malmös högsta byggnadsverk. Endast Turning Torso och skorstenarna vid Limhamnsverket och Heleneholmsverket sträcker sig högre. Även pylonerna på Öresundsbron är högre.